# Mikel Labaka Zurriarain
Mikel Labaka (Azpeitia, 10 d'agost de 1980) és un exfutbolista basc, que va jugar de defensa. Va desenvolupar la major part de la seua carrera a la Reial Societat, el seu últim equip, però, va ser el Rayo Vallecano. Es va retirar l'estiu del 2013 als 32 anys, ja que, segons declaracions del jugador, deixar-ho el motivava més que continuar.

## Trajectòria

### Inicis
Labaka es va formar a les categories inferiors del Lagun Onak, del seu poble natal, des d'allà va fer el salt a les categories inferiors de la Reial Societat. Després de proclamar-se campió d'Espanya juvenil amb la Reial va fer el salt al filial txurri-urdin, era la temporada 1999/00.

### Reial Societat
Va arribar al primer equip donostiarra la temporada 2002/03, però aquella mateixa temporada va ser cedit a la Real Unión de Irun on va jugar trenta-cinc partits i va marcar un gol. La següent temporada, la 2003/04 també va marxar cedit, aquest cop va ser al Ciudad de Murcia a la Segona divisió, amb l'equip murcià va jugar vint-i-sis partits i va fer dos gols.
Finalment la temporada 2004/05 ja va debutar amb el primer equip txurri-urdin de la mà de José María Amorrortu. Va ser el 24 d'octubre del 2004 contra el RCD Mallorca, en la vuitena jornada del campionat 2004/05. Des d'aquell moment ja no abandonaria la participació amb el primer equip, arribant a disputar trenta dels trenta-vuit partits a Primera Divisió d'aquella temporada. Durant les següents temporades el jugador va continuar tenint un destacat paper en la defensa donostiarra, que va mantenir fins a la temporada 2006/07, justament la del descens de l'equip a Segona Divisió.
Durant la travessia de l'equip guipuscoà per Segona, va tornar a recuperar la importància en l'eix de la defensa. De fet, durant les tres temporades de l'equip a segona va jugar vuitanta-cinc partits, marcant sis gols. De nou a Primera, va tornar a perdre protagonisme davant homes com Iñigo Martínez, després de jugar només catorze partits durant la lliga 2010/11 i no entrar en els plans del nou entrenador Philippe Montanier va deixar l'equip.

### Rayo Vallecano
D'aquesta manera, l'estiu del 2011 va fitxar pel Rayo Vallecano per dos anys. El jugador no va acabar d'erigir-se com a titular amb l'equip vallecà, a més, l'abril del 2012 una fractura en la mandíbula va deixar-lo fora dels terrenys de joc la resta de temporada.
Finalment, l'estiu del 2013, després d'acabar el seu contracte amb el Rayo va anunciar la seua retirada després d'onze temporades com a professional.

## Suport a les marxes dels presos bascos
El jugador basc va donar suport en dos ocasions a marxes en favor dels presos bascos. La primera vegada, el gener del 2011, va ser amb un manifest conjunt amb altres companys de la Reial Societat, Imanol Agirretxe, Mikel Aranburu, Mikel González, Markel Bergara, Eñaut Zubikarai i David Zurutuza. La segona vegada, el gener del 2013 i ja com a jugador del Rayo Vallecano, va desencadenar una sèrie de crítiques per part de diversos mitjans nacionalistes espanyols. Aquestes crítiques van desembocar amb una campanya de suport al jugador mitjançant twitter i amb l'etiqueta #AupaLabaka